# Xiphopterella alternidens
Xiphopterella alternidens är en stensöteväxtart som först beskrevs av Vincenzo de Cesati, och fick sitt nu gällande namn av Barbara S. Parris. Xiphopterella alternidens ingår i släktet Xiphopterella och familjen Polypodiaceae. Inga underarter finns listade.